# Northwestern University
Northwestern University (NU) är ett universitet i Evanston och i Chicago i Illinois. På detta universitet går 19 000 studenter och över 3 000 är anställda.
Den f.d. svenska statsministern Ingvar Carlsson studerade där 1960-1961. 
Universitetet grundades 1851 av metodister från Chicago.
Lärosätet är ett av världens främsta och rankades på 20:e plats i världen i Times Higher Educations ranking av världens främsta lärosäten 2018.

## Idrott
De tävlar med 21 universitetslag i olika idrotter via sin idrottsförening Northwestern Wildcats.